# Isolde Kostner
Isolde Kostner (* 20. März 1975 in Bozen, Südtirol) ist eine ehemalige italienische Skirennläuferin und die bisher erfolgreichste Sportlerin aus Gröden. Um die Jahrtausendwende gehörte die Südtirolerin zu den besten Athletinnen in den Disziplinen Abfahrt und Super-G. Sie gewann drei olympische Medaillen, wurde zweimal Weltmeisterin und entschied zweimal die Abfahrtswertung des Skiweltcups für sich. In ihrer Karriere erzielte sie 15 Siege (12 Abfahrten, 3 Super-G) und 51 Podestplätze bei Weltcuprennen. Die Eiskunstläuferin Carolina Kostner ist eine Nichte zweiten Grades.

## Biografie
Vater Ulrich Kostner war professioneller Eishockeyspieler beim HC Gröden, weshalb Tochter Isolde während ihrer Kindheit oft zusammen mit ihren beiden Brüdern spielte. Bald zeichnete sich jedoch ihr Talent für den Skisport ab. Im Alter von 16 Jahren wurde sie in den C-Kader des italienischen Skiverbandes aufgenommen und begann, FIS-Rennen zu bestreiten. Bei den Juniorenweltmeisterschaften 1993 gewann Kostner die Goldmedaille im Super-G und konnte daraufhin direkt in die Nationalmannschaft überwechseln. Ihren ersten Einsatz im Weltcup hatte sie am 4. Dezember 1993, in der Abfahrt in Tignes fuhr sie auf Platz 11 und holte auf Anhieb Weltcuppunkte.
Am 29. Januar 1994 gewann Kostner überraschend (Start-Nr. 35) die Abfahrt in Garmisch-Partenkirchen; überschattet wurde dieser Erfolg jedoch vom Unfalltod der Österreicherin Ulrike Maier während des Rennens. Bei den darauf folgenden Olympischen Winterspielen 1994 gewann sie in Kvitfjell in der Abfahrt und im Super-G je eine Bronzemedaille. Ihre erste Weltcupsaison beendete sie auf Platz 4 der Abfahrtswertung. In der darauf folgenden Saison 1994/95 gelang ihr zwar kein Sieg, doch konnte sie mit drei Podestplätzen und dem fünften Platz des Abfahrtsweltcups ihre Leistungen bestätigen.
Drei Wochen nach dem zweiten Abfahrtssieg auf der „Tofana“ in Cortina d’Ampezzo siegte Kostner bei den Weltmeisterschaften 1996 in der Sierra Nevada im Super-G und holte ihren ersten Weltmeistertitel. Hinzu kamen zwei sechste Plätze in Abfahrt und Riesenslalom. Den Super-G-Weltmeistertitel konnte sie bei den Weltmeisterschaften 1997 in Sestriere erfolgreich verteidigen, als Vierte der Abfahrt verpasste sie eine weitere Medaille nur knapp. Nach einem weiteren Sieg in Cortina gehörte Kostner zu den meistgenannten Favoritinnen für einen Medaillengewinn bei den Olympischen Winterspielen 1998 in Nagano, doch ein elfter Platz in der Abfahrt blieb ihr bestes Ergebnis.
Kostner versuchte, durch vermehrtes Riesenslalom-Training ihre Schwächen auf technisch anspruchsvollen Strecken auszugleichen, weil sie sich dadurch eine Chance auf den Sieg im Gesamtweltcup erhoffte. Doch ging dieses Training auf Kosten ihrer Fähigkeiten auf flachen Gleitpassagen, so dass sie in der Saison 1998/99 keinen Sieg erringen konnte und auch bei den Weltmeisterschaften 1999 in Vail wiederum ohne Medaillengewinn blieb. Vor der Saison 1999/2000 kam es zu Auseinandersetzungen mit dem Verband, wobei Kostner ihre Forderung nach einem Privattrainer durchsetzen konnte. In der Folge gelangen ihr vier Siege.
Bei den Weltmeisterschaften 2001 in St. Anton verfehlte sie einen dritten Weltmeistertitel (überdies in derselben Disziplin, dem Super-G); letztlich fehlten ihr dazu nur sechs Hundertstelsekunden, womit sie hinter Régine Cavagnoud die Silbermedaille gewann. Die Weltcupsaison 2000/01 beendete sie mit drei Siegen und dem ersten Platz in der Abfahrtswertung. In der Weltcupsaison 2001/02 erwies sich Kostner erneut als weltweit beste Abfahrerin. Bei den Olympischen Winterspielen 2002 in Salt Lake City war Kostner Fahnenträgerin des italienischen Teams während der Eröffnungsfeier, in der Abfahrt gewann sie eine weitere Silbermedaille. Ihre beiden Siege in der Abfahrts-Disziplinenwertung waren die ersten in dieser Disziplin überhaupt für den italienischen Skiverband (auch die Herren hatten hier keinen Sieger; erst 2015/16 gelang es Peter Fill, diese Lücke zu schließen).
Beim Abfahrtstraining in Lake Louise im Dezember 2002 stürzte Kostner und zog sich dabei eine Schulterverletzung zu. Daraufhin musste sie mehrere Wochen pausieren und konnte nicht an die früheren Leistungen anknüpfen. Ähnlich schlecht begann zunächst auch die folgende Saison 2003/04, doch dann gelang ihr am 31. Januar 2004 ein Sieg in der Abfahrt von Haus im Ennstal; es sollte allerdings ihr letzter sein. Die Saison 2004/05 beendete sie mit einem einzigen Podestplatz.
Am 10. Januar 2006 erklärte Kostner den sofortigen Rücktritt vom Spitzensport, als Grund gab sie eine Schwangerschaft an. Ihr Sohn wurde am 9. Juli 2006 geboren. Drei Monate später heiratete sie Werner Perathoner, den sie fünf Jahre zuvor kennengelernt hatte. Heute leitet die gelernte Fassmalerin zusammen mit ihrem Ehemann dessen Hotel garni Soraiser in Wolkenstein. Im April 2021 nahm Kostner an der italienischen Reality-Fernsehsendung L'isola dei famosi, einer Art Dschungelcamp, teil.

## Erfolge

### Olympische Spiele
- Lillehammer 1994: 3. Abfahrt, 3. Super-G
- Nagano 1998: 11. Super-G
- Salt Lake City 2002: 2. Abfahrt, 13. Super-G

### Weltmeisterschaften
- Sierra Nevada 1996: 1. Super-G, 6. Abfahrt, 6. Riesenslalom
- Sestriere 1997: 1. Super-G, 4. Abfahrt, 7. Riesenslalom
- Vail/Beaver Creek 1999: 6. Super-G, 9. Abfahrt
- St. Anton 2001: 2. Super-G, 5. Abfahrt
- St. Moritz 2003: 9. Abfahrt, 18. Super-G
- Santa Caterina 2005: 5. Super-G, 10. Abfahrt

### Weltcupwertungen
Isolde Kostner gewann zweimal die Disziplinenwertung in der Abfahrt.
| Saison  | Gesamt | Gesamt | Abfahrt | Abfahrt | Super-G | Super-G | Riesenslalom | Riesenslalom | Kombination | Kombination |
| Saison  | Platz  | Punkte | Platz   | Punkte  | Platz   | Punkte  | Platz        | Punkte       | Platz       | Punkte      |
| ------- | ------ | ------ | ------- | ------- | ------- | ------- | ------------ | ------------ | ----------- | ----------- |
| 1993/94 | 19.    | 340    | 4.      | 230     | 16.     | 110     | –            | –            | –           | –           |
| 1994/95 | 20.    | 390    | 5.      | 310     | 32.     | 53      | 33.          | 27           | –           | –           |
| 1995/96 | 4.     | 905    | 3.      | 449     | 4.      | 291     | 11.          | 165          | –           | –           |
| 1996/97 | 5.     | 833    | 6.      | 365     | 4.      | 355     | 16.          | 113          | –           | –           |
| 1997/98 | 8.     | 695    | 3.      | 292     | 3.      | 266     | 21.          | 79           | –           | –           |
| 1998/99 | 14.    | 532    | 5.      | 371     | 14.     | 152     | 50.          | 9            | –           | –           |
| 1999/00 | 4.     | 878    | 3.      | 484     | 5.      | 300     | 32.          | 70           | 11.         | 24          |
| 2000/01 | 6.     | 895    | 1.      | 596     | 6.      | 281     | 41.          | 18           | –           | –           |
| 2001/02 | 6.     | 641    | 1.      | 568     | 27.     | 38      | 38.          | 35           | –           | –           |
| 2002/03 | 35.    | 195    | 19.     | 89      | 17.     | 106     | –            | –            | –           | –           |
| 2003/04 | 15.    | 449    | 4.      | 348     | 23.     | 89      | 46.          | 12           | –           | –           |
| 2004/05 | 21.    | 289    | 14.     | 150     | 14.     | 133     | –            | –            | 25.         | 6           |
| 2005/06 | 83.    | 37     | 48.     | 20      | 41.     | 17      | –            | –            | –           | –           |

### Weltcupsiege
| Datum             | Ort                    | Land        | Disziplin |
| ----------------- | ---------------------- | ----------- | --------- |
| 29. Januar 1994   | Garmisch-Partenkirchen | Deutschland | Abfahrt   |
| 20. Januar 1996   | Cortina d’Ampezzo      | Italien     | Abfahrt   |
| 23. Januar 1997   | Cortina d’Ampezzo      | Italien     | Abfahrt   |
| 25. Januar 1997   | Cortina d’Ampezzo      | Italien     | Super-G   |
| 22. Januar 1998   | Cortina d’Ampezzo      | Italien     | Abfahrt   |
| 27. November 1999 | Lake Louise            | Kanada      | Abfahrt   |
| 8. Dezember 1999  | Val-d’Isère            | Frankreich  | Super-G   |
| 17. Dezember 1999 | St. Moritz             | Schweiz     | Abfahrt   |
| 10. Februar 2000  | Santa Caterina         | Italien     | Abfahrt   |
| 1. Dezember 2000  | Lake Louise            | Kanada      | Abfahrt   |
| 19. Januar 2001   | Cortina d’Ampezzo      | Italien     | Abfahrt   |
| 25. Februar 2001  | Lenzerheide            | Schweiz     | Super-G   |
| 29. November 2001 | Lake Louise            | Kanada      | Abfahrt   |
| 30. November 2001 | Lake Louise            | Kanada      | Abfahrt   |
| 31. Januar 2004   | Haus im Ennstal        | Österreich  | Abfahrt   |

### Juniorenweltmeisterschaften
- Maribor 1992: 7. Super-G, 9. Riesenslalom, 13. Abfahrt
- Monte Campione 1993: 1. Super-G, 6. Kombination, 8. Riesenslalom, 25. Slalom

### Italienische Meisterschaften
Isolde Kostner ist zwölffache Italienische Meisterin:
- Super-G (7): 1992, 1995–2000
- Abfahrt (4): 1995, 1996, 1998, 1999
- Riesenslalom (1): 1996

## Quelle
- Internationales Sportarchiv, Ausgabe 49/2004 (Munzinger-Archiv)